# Szukura Kobuleti
Szukura Kobuleti (gruz. ს.კ. "შუქურა" ქობულეთის) – gruziński klub piłkarski z siedzibą w mieście Kobuleti na zachodzie kraju.Klub został założony w 1968 roku i obecnie występuje w jednej z czołowych lig piłkarskich Gruzji – najczęściej w Erovnuli Liga (pierwsza liga) lub Erovnuli Liga 2 (druga liga), w zależności od sezonu.

## Historia
Chronologia nazw:
- 1967–1996: SK Szukura Kobuleti
- 2000–2004: SK Kobuleti
- 200?–...: SK Szukura Kobuleti

Klub został założony w 1967 roku jako Szukura Kobuleti (Szukura oznacza latarnia morska). W latach 1967–1969 występował w Klasie B (Wtoroj Lidze) Mistrzostw ZSRR, a potem po reorganizacji systemu lig w niższych ligach mistrzostw Gruzińskiej SRR. 
Po odzyskaniu niepodległości przez Gruzję w 1990 startował w drugiej lidze. Po czterech sezonach zdobył mistrzostwo drugiej ligi i awansował do pierwszej ligi. Debiutancki sezon 1993/94 był rozgrywany w 2 etapy, zespół w grupie zachodniej zajął 6 miejsce a następnie w grupie spadkowej 7 miejsce i był zmuszony pożegnać się z pierwszą ligą. Po zakończeniu sezonu 1995/96 zajął czwarte miejsce w grupie zachodniej drugiej ligi, ale już w następnym sezonie nie przystąpił do rozgrywek.
Reaktywacja klubu nastąpiła w 2000 roku. SK Kobuleti w sezonie 2001/02 zajął trzecie miejsce w Pirweli Liga ale w barażach o awans do elity przegrał z Gorda Rustawi 1:2. Po zakończeniu sezonu 2003/04 zajął pierwsze miejsce i po raz drugi zdobył awans do Umaglesi Liga. Ale przed rozpoczęciem sezonu 2004/05 razem z SK Rustawi przez brak wymaganych środków finansowych został zdegradowany do drugiej ligi. Ale klub nie zgłosił się do rozgrywek w drugiej lidze i został rozwiązany.
Po kilku latach bez gry klub ponownie został reaktywowany jako Szukura Kobuleti. W sezonie 2011/12 zespół został mistrzem ligi regionalnej. Sezon 2012/13 zespół zakończył na 3 miejscu grupie B Pirweli Liga. Po zakończeniu sezonu 2013/14 zespół zajął pierwsze miejsce w grupie A Pirweli Liga i wrócił do Umaglesi Liga.

## Sukcesy

### Trofea międzynarodowe
Nie uczestniczył w rozgrywkach europejskich (stan na 31-05-2014).

### Trofea krajowe
| \| \| Zdobyte trofea w rozgrywkach Gruzji (stan na: 31-05-2014) \| |                                                           |      |                            |
| Rozgrywki                                                          | Osiągnięcie                                               | Razy | Sezon(y)                   |
| Mistrzostwo                                                        | I miejsce                                                 | 0    |                            |
| Mistrzostwo                                                        | II miejsce                                                | 0    |                            |
| Mistrzostwo                                                        | III miejsce                                               | 0    |                            |
| Mistrzostwo                                                        | 17 miejsce                                                | 1    | 1994                       |
| Puchar                                                             | zdobywca                                                  | 0    |                            |
| Puchar                                                             | finalista                                                 | 0    |                            |
| Puchar                                                             | ćwierćfinalista                                           | 1    | 2004                       |
| II liga                                                            | I miejsce                                                 | 3    | 1993, 2004, 2014 (grupa A) |
| II liga                                                            | II miejsce                                                | 0    |                            |
| II liga                                                            | III miejsce                                               | 2    | 2002, 2013 (zachód)        |
| Gruzja                                                             | Zdobyte trofea w rozgrywkach Gruzji (stan na: 31-05-2014) |      |                            |

## Stadion
Klub rozgrywa swoje mecze domowe na stadionie Czele Arena w Kobuleti, który może pomieścić 6,000 widzów.